# Xestaki (raion de Beriózovka)
Xestaki (en rus: Шестаки) és un poble del krai de Perm, a Rússia, que en el cens del 2010 tenia 25 habitants. Hi ha un sol carrer.